# فالمونت (موسل)
فالمونت (بالفرنسية: Valmont, Moselle)‏ هي بلدية تقع في فرنسا في Canton of Saint-Avold-1. يقدر عدد سكانها بـ 3,144 نسمة ومساحتها 9.24 كم2 وترتفع عن سطح البحر 321 متر.